# 三ノ輪
三ノ輪（みのわ）は、東京都台東区の地名。現行行政地名は三ノ輪一丁目および三ノ輪二丁目。住居表示実施済区域。

## 地理
台東区の北部に位置する。町域北部から北東部は荒川区南千住に接する。南東部は台東区日本堤に接する。南部は台東区竜泉に接する。西部は台東区根岸に接する。町域内は商店やビル、寺院や家屋などが混在している。町域内にある大関横丁交差点は明治通り、昭和通り、日光街道が交わり交通の要所となっている。他に町域内には国際通り、土手通りなどが通っている。下谷に所在する下谷警察署、東上野に所在する上野消防署の管轄に当たる。東京メトロ日比谷線の駅名にも使われる「三ノ輪」の名は台東区のみならず、近隣の荒川区南千住や東日暮里などにも広く見られる呼称である。

## 歴史
下谷三ノ輪町の一部が、三ノ輪として起立された。

## 世帯数と人口
2025年（令和7年）3月1日現在（台東区発表）の世帯数と人口は以下の通りである。
| 丁目         | 世帯数    | 人口    |
| ------------ | --------- | ------- |
| 三ノ輪一丁目 | 1,669世帯 | 2,402人 |
| 三ノ輪二丁目 | 639世帯   | 956人   |
| 計           | 2,308世帯 | 3,358人 |

### 人口の変遷
国勢調査による人口の推移。
| 年                 | 人口  |
| ------------------ | ----- |
| 1995年（平成7年）  | 2,667 |
| 2000年（平成12年） | 2,665 |
| 2005年（平成17年） | 2,650 |
| 2010年（平成22年） | 2,855 |
| 2015年（平成27年） | 3,075 |
| 2020年（令和2年）  | 3,297 |

### 世帯数の変遷
国勢調査による世帯数の推移。
| 年                 | 世帯数 |
| ------------------ | ------ |
| 1995年（平成7年）  | 1,116  |
| 2000年（平成12年） | 1,204  |
| 2005年（平成17年） | 1,259  |
| 2010年（平成22年） | 1,570  |
| 2015年（平成27年） | 1,819  |
| 2020年（令和2年）  | 2,060  |

## 学区
区立小・中学校に通う場合、学区は以下の通りとなる（2023年9月現在）。
| 丁目         | 番地 | 小学校             | 中学校             |
| ------------ | ---- | ------------------ | ------------------ |
| 三ノ輪一丁目 | 全域 | 台東区立東泉小学校 | 台東区立柏葉中学校 |
| 三ノ輪二丁目 | 全域 | 台東区立東泉小学校 | 台東区立柏葉中学校 |

## 交通

### 鉄道
- 東京メトロ日比谷線 三ノ輪駅

### 道路
- 国道4号（昭和通り、日光街道）
- 東京都道306号王子千住夢の島線（明治通り）
- 東京都道462号蔵前三ノ輪線（国際通り）

## 事業所
2021年（令和3年）現在の経済センサス調査による事業所数と従業員数は以下の通りである。
| 丁目         | 事業所数  | 従業員数 |
| ------------ | --------- | -------- |
| 三ノ輪一丁目 | 122事業所 | 829人    |
| 三ノ輪二丁目 | 55事業所  | 318人    |
| 計           | 177事業所 | 1,147人  |

### 事業者数の変遷
経済センサスによる事業所数の推移。
| 年                 | 事業者数 |
| ------------------ | -------- |
| 2016年（平成28年） | 203      |
| 2021年（令和3年）  | 177      |

### 従業員数の変遷
経済センサスによる従業員数の推移。
| 年                 | 従業員数 |
| ------------------ | -------- |
| 2016年（平成28年） | 1,291    |
| 2021年（令和3年）  | 1,147    |

## 施設
- 台東区三ノ輪福祉センター
- 台東区立東盛公園
- 台東区立柏葉中学校
- 台東区立東泉小学校
- 円通寺
- 目黄不動尊 永久寺
- 寿永寺

## その他

### 日本郵便
- 郵便番号 : 110-0011[3]（集配局 : 上野郵便局[14]）。